# Monumen Nasional
Het Monumen Nasional (afkorting: Monas) is een 137 meter hoge toren in het centrum van Jakarta. De toren symboliseert de strijd voor de onafhankelijkheid van Indonesië. Het monument is gelegen op het Medan Merdeka, het voormalige Koningsplein.
De bouw begon op 17 augustus 1961 onder het bewind van Soekarno en was klaar op 12 juli 1975 onder het bewind van Soeharto. Op de top is een bronzen vlam geplaatst van 14,5 ton die met 35 kg goud is bekleed.
Bezoekers kunnen de lift naar boven nemen en indien de weersomstandigheden dit toelaten heeft men een goed zicht op het Medan Merdeka-Park, de Istiqlalmoskee en de stad. Onder in het monument is een tentoonstelling over de onafhankelijkheidsstrijd en de historie van Indonesië.